# Direct Pipe
Il Direct Pipe è una tecnologia no dig per la posa di tubazioni  senza la necessità di realizzare scavi a cielo aperto, ponendosi fra il microtunnelling (MT)  e la Perforazione Orizzontale Controllata (Perforazione orizzontale controllata).
Questa metodologia consente la posa della condotta di linea (o del casing), in acciaio, contemporaneamente alla fase di scavo del tunnel. La fase di scavo, infatti, viene effettuata con la stessa attrezzatura che si utilizza per realizzare un microtunnelling mentre, per il varo la condotta viene predisposta su una via a rulli come se si realizzasse una perforazione orizzontale controllata e spinta nel sottosuolo dal Pipe Thruster.
È una tecnologia sviluppata da una primaria azienda tedesca del settore attorno al 2005/2006. La prima applicazione di cui si hanno notizie è del 2007 per l’attraversamento del Fiume Reno in Germania mentre, le prime applicazioni in Italia sono del 2011 per la posa di una condotta DN 1.200 mm (metanodotto SNAM in pianura padana) per l’attraversamento di alcuni canali e del fiume Reno.

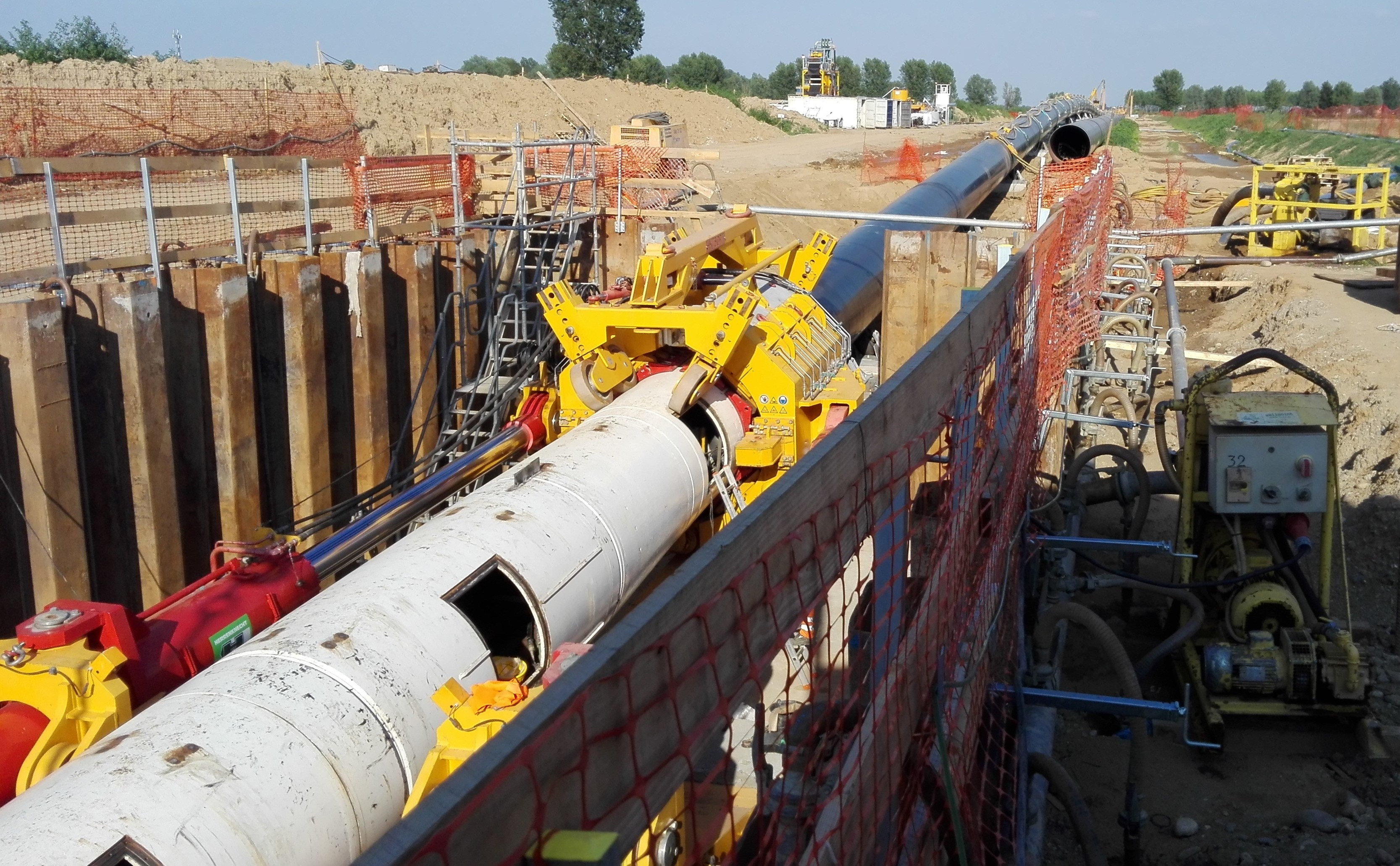
Direct Pipe: cantiere di perforazione con tecnologia del direct pipe. TBM scudata in fase di allestimento e Pipe Thruster installato

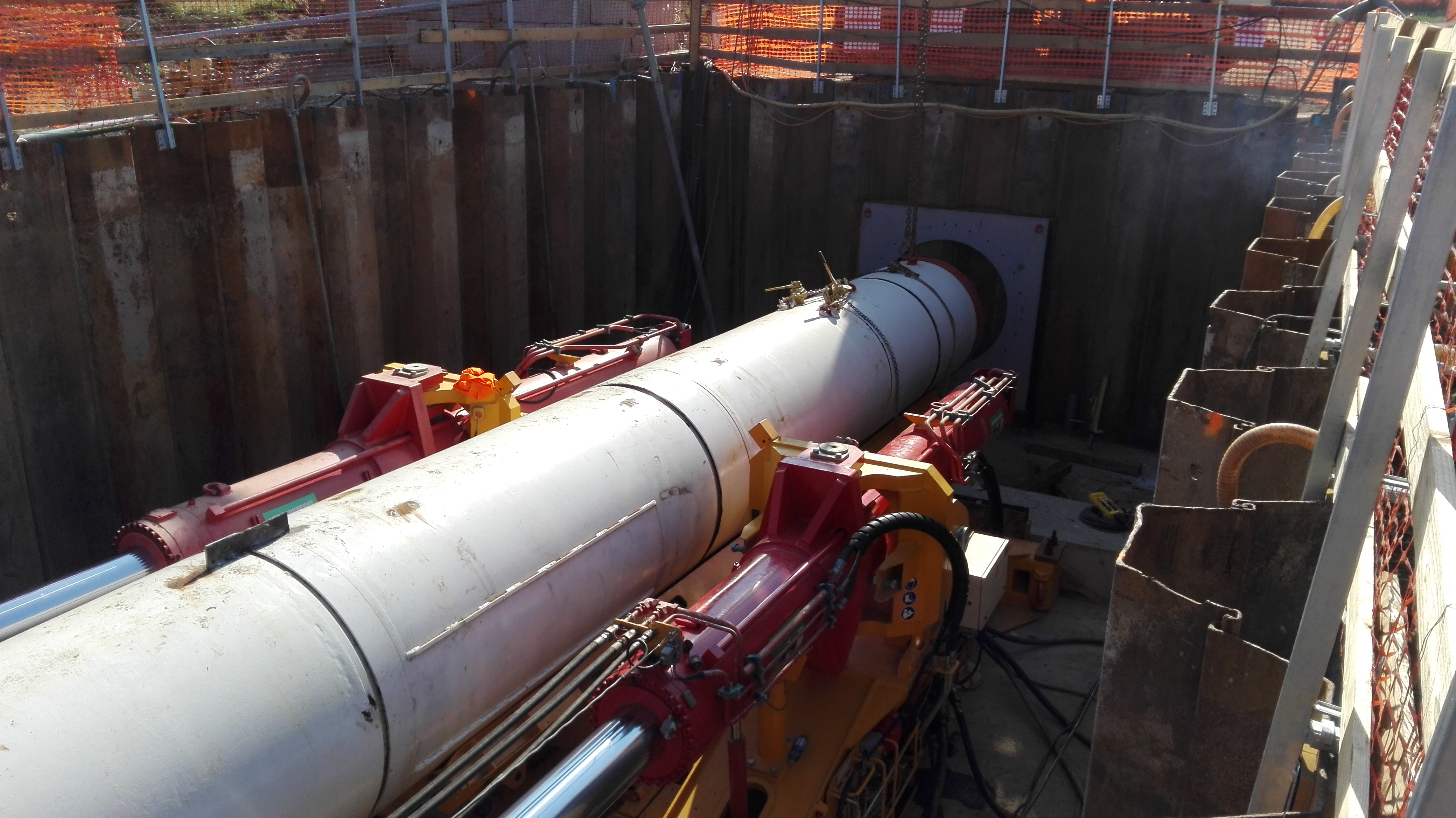
Direct Pipe: fase di inizio della perforazione

## Campo di applicazione
Questa tecnologia no dig presenta i medesimi campi di applicazione del microtunnelling e della Perforazione orizzontale controllata, alle quali si rimanda per maggiori approfondimenti.
In sintesi è applicabile per il superamento di corsi d’acqua di qualsiasi tipologia, di aree dense di infrastrutture e/o fortemente antropizzate, il superamento di aree collinari instabili o soggette a tutela ambientale.
Il Direct Pipe consente quindi di installare direttamente condotte di linea in acciaio (in funzione del diametro e della lunghezza) o di installare, sempre direttamente, un casing in acciaio da impiegare come cunicolo di servizio.

## Progettazione di un attraversamento
Come in tutte le opere che interessano lo scavo in sotterraneo, per il progetto di un Direct Pipe è necessario avere un quadro il più possibile esaustivo delle condizioni geotecniche dei terreni da attraversare. Parimenti è necessario effettuare un accurato rilievo plano altimetrico dell’area di interesse al fine di collocare l’opera in progetto nella sezione più idonea, tenendo conto che il Direct Pipe è condizionato dalla pendenza, dalla lunghezza e dal diametro di perforazione e dalla disponibilità di aree adeguate per la dislocazione del cantiere e della colonna di varo, possibilmente in un unico tronco di varo.

### Diametri di perforazione
La problematica maggiore di questa metodologia, è rappresentato dalla necessità di tenere controllate le attrezzature di scavo (microtunneller) e dalla sua eventuale manutenzione in caso di necessità e, dal controllo direzionale della attrezzatura di perforazione.
Per effettuare questi controlli è pertanto necessario accedere al fronte di scavo attraverso la condotta (o casing) da posare dentro la quale è predisposto un carrello elettrico di servizio. Resta pertanto scontato che tale ispezione è fattibile solo per diametri di condotta importanti, compresi fra un minimo di DN 900 mm (36”) a DN 1.600 mm (60”).
Per diametri di condotta da installare inferiori o si impiega il casing o, in alternativa, si assume il rischio di dover estrarre tutto il tratto di condotta installata fino al verificarsi di una eventuale anomalia che necessiti di intervento diretto di manutenzione.
Ad oggi il diametro più piccolo realizzato è stato un DN 650 mm (26”).

### Lunghezze di perforazione
Le lunghezze delle perforazioni realizzabili dipendono principalmente dalla potenza del Pipe Thruster e dalla capacità delle linee necessarie allo smarino del terreno di scavo.
In linea di massima per condotte di diametro fino a DN 1050 mm si possono raggiungere i 700 m di lunghezza, mentre, per condotte di diametro superiore a DN 1050 mm e fino a DN 1600 mm si possono raggiungere i 1.500 m di lunghezza.

### Geometria del tracciato
La perforazione avviene di regola secondo tracciati curvilinei. Il raggio di curvatura da utilizzare per il dimensionamento del tracciato di perforazione deve necessariamente tenere conto del diametro e delle caratteristiche meccaniche della tubazione da installare. Il raggio di curvatura dovrà sempre essere maggiore del raggio elastico ammesso per la condotta da posare. In linea di principio si può utilizzare lo stesso criterio che si utilizza per le perforazioni con perforazione orizzontale controllata, pari o superiore a 1.000 volte il diametro della condotta da posare.

## Principi di funzionamento
La tecnologia del Direct Pipe (DP) fa ormai parte integrante delle tecnologie no-dig per la posa di condotte o servizi nel sottosuolo senza l’ausilio dello scavo a cielo aperto.
Per tutte le attività di spinta della TBM (microtunneller: TBM a piena sezione con smarino idraulico) nel sottosuolo e contemporanea infissione della condotta di linea viene impiegato il Pipe Thruster che si serra sulla condotta per mezzo di morse idrauliche e si autospinge con un sistema di pistoni idraulici (martinetti).
Il Direct Pipe consente quindi, come per la perforazione orizzontale controllata la posa diretta della condotta, la differenza sta nel fatto che realizzando il foro di perforazione con una TBM a piena sezione. Il materiale scavato (smarino) viene immediatamente sostituito dalla condotta all'interno del foro di perforazione che risulta pertanto sempre pieno e, di conseguenza, si riducono sensibilmente i rischi di collasso/crollo del foro stesso. Le quantità di fango di perforazione da utilizzare sono minime in quanto la differenza di diametro fra la TBM che effettua la perforazione e la condotta (o casing) da posare non supera i 10 centimetri.
La tecnica pertanto consta in una fase unica, la TBM provvede allo scavo e contemporaneamente è spinta nel sottosuolo dal Pipe Thruster, assieme alla condotta resa solidale con la TBM stessa.

### Principali attrezzature
Per la perforazione viene impiegato un microtunneller, TBM scudata a piena sezione, a bilanciamento delle pressioni e con smarino idraulico. Lo scudo è provvisto di martinetti direzionali (cilindri di guida) che consentono i necessari aggiustamenti per perforare lungo il tracciato di progetto.
Per la spinta della TBM e della condotta nel sottosuolo viene impiegata una speciale unità di spinta, il Pipe Thruster, provvisto di morse idrauliche che si serrano sulla condotta e di pistoni idraulici che spingendo sul blocco di ancoraggio garantiscono la spinta e l’avanzamento nel sottosuolo. All’interno della condotta da posare (o casing), vengono installate tutte le linee dei servizi per la gestione dell’alimentazione, dei fanghi di perforazione e dello smarino. È presente anche un carrello elettrico su rotaie per il trasporto di un tecnico sul fronte di scavo, per controlli e/o eventuali interventi di manutenzione. Sempre all’interno della condotta è presente il sistema di controllo direzionale e le telecamere di sorveglianza che garantiscono il collegamento con la Cabina di guida.

### Postazioni di spinta e di ricezione
Al fine di ridurre gli scavi a cielo aperto, si tende a ridurre la profondità della postazione di spinta intestando l’inizio della perforazione ad una quota molto simile a quella che si impiega per la posa di linea. Ove necessario la postazione di spinta è realizzata con palancolati metallici a sostegno delle pareti di scavo. Il basamento per l’ancoraggio del Pipe Thruster può essere fatto con una piattaforma a gravità o su pali. Per l’imbocco della TBM nel sottosuolo è previsto un anello di lancio (come per il microtunnelling) necessario per il contenimento dei fanghi di perforazione.
Di norma postazione di ricevimento non viene realizzata preferendo la fuoriuscita della TBM a piano campagna o, a profondità di posa della condotta da posare.

### Controllo direzionale
Durante la fase di spinta nel sottosuolo della TBM scudata, si effettua un monitoraggio in continuo della posizione della testa di perforazione. Il sistema di controllo è lo stesso impiegato per la realizzazione di microtunnelling con andamento curvilineo. Tutti i dati rilevati vengono trasmessi alla cabina di guida ove vengono elaborati ed eventualmente vengono applicate le necessarie correzioni tramite i cilindri direzionali.
Un ulteriore controllo altimetrico viene effettuato tramite un tubicino pieno d’acqua che la dalla postazione di guida alla testa di perforazione. Con una semplice misura batimetrica si può quindi rilevare la differenza di quota fra i due punti.